# Polixeno (rey)

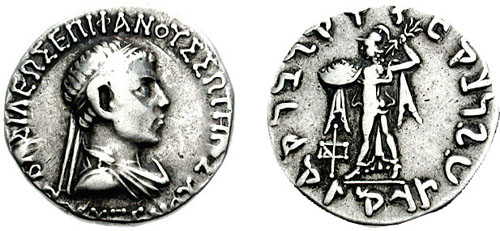
Moneda de Polixeno

Polixenos Epiphanes Soter (en griego antiguo: Πολύξενος ὁ Ἐπιφανῆς, ὁ Σωτήρ; los epítetos significan respectivamente, "el Ilustre", y "el Salvador") fue un rey indogriego que gobernó brevemente en el Punyab occidental y Gandhara.

## Tiempo del reinado
Bopearachchi sitúa a Polixeno hacia c. 100 a. C y R. C. Sénior en c. 85–80 a. C.

## Monedas de Polixeno
Polixeno, cuyos retratos describen a un hombre joven con diadema, acuñó monedas de plata muy parecidas a las de Estratón I . Ambos reyes utilizaron los epítetos Sóter y Epífanes y el reverso de Athena Alkidemos (Atenea guerrera, el emblema de la dinastía de Menandro I) . Polixeno también acuñó bronces con Aenea en el anverso y su Égida en el reverso. No emitió ninguna moneda ática de plata.
Las monedas de Polixeno son pocas y llevan sólo tres monogramas: los mismos de Estratón I, Heliocles II y Archebios, según Bopearachchi y RC Séniors.
Por tanto, probablemente fue un breve competidor por el poder con el reino indogriego central, después de la muerte presumiblemente violenta de Estratón I, que era posiblemente su padre.